# Yann Queffélec
Yann Queffélec (født 4. september 1949 i Paris) er en fransk forfatter, der i 1985 fik Goncourtprisen for romanen Ondt bryllup (Les Noces barbares).